# Oda Schaefer
Oda Schaefer geb. Kraus (* 21. Dezember 1900 in Wilmersdorf b. Berlin; † 4. September 1988 in München) war eine  deutsch-baltische Schriftstellerin und Journalistin.

## Leben
Odas Eltern waren der Publizist Eberhard Kraus (1857–1918) und seine Frau Alice geb. Baertels, die einer Dorpater Kaufmannsfamilie entstammte.
Oda Kraus wuchs im Baltikum auf, besuchte dann ein Lyzeum in Berlin und durchlief anschließend an einer privaten Kunstgewerbeschule eine zeichnerische Ausbildung. Danach arbeitete sie als Gebrauchsgrafikerin. 1923 heiratete sie den Maler Albert Schaefer-Ast, mit dem sie 1924 einen Sohn hatte. Die Ehe wurde nach kurzer Zeit geschieden. 1926 zog Oda Schaefer aus familiären Gründen nach Liegnitz, wo ihr Bruder Wolfgang Kraus lebte. Dort lernte sie den Schriftsteller Horst Lange kennen, mit dem sie 1931 nach Berlin zurückkehrte. Die Eheschließung folgte 1933.
Schaefer veröffentlichte seit 1928 Beiträge für Modezeitschriften und Feuilletons, Gedichte sowie Hörspiele. In der Zeit des Nationalsozialismus gehörte sie mit Lange und Günter Eich zum Kreis um die Literaturzeitschrift Die Kolonne, der der Inneren Emigration zugerechnet wird. Weitere enge Freunde aus dieser Zeit sind Peter Huchel und Elisabeth Langgässer. Texte von ihr erschienen in dieser Zeit auch in der Zeitschrift Das Innere Reich und in der Frankfurter Zeitung. Oda Schaefer war Mitglied der Reichsschrifttumskammer. Zwar waren Oda Schaefer und ihr Ehemann Horst Lange Gegner des NS-Regimes, halfen auch einigen Juden, indem sie sie eine Zeit lang versteckten, andererseits publizierten sie in dieser Zeit weiterhin in offiziellen Organen.
Im Zweiten Weltkrieg blieb Odas Sohn aus erster Ehe ab 1944 vermisst. Horst Lange kehrte schwer verwundet zurück. In der  Nachkriegszeit lebte das Ehepaar Lange in Mittenwald, danach in der Schweiz und ab 1950 in München. Dort war sie freie Mitarbeiterin verschiedener Zeitungen und des Rundfunks.

## Nachleben
Oda Schaefers Lebensgeschichte inspirierte ihren Großneffen Chris Kraus zu dem Spielfilm Poll (2010) mit Paula Beer in der Hauptrolle.

## Werk
Schaefers literarisches Werk besteht in erster Linie aus Lyrik in traditionellen Formen nach dem Vorbild der Naturlyriker Wilhelm Lehmann und Georg von der Vring. Mit Horst Lange ging sie auf Distanz zur Kahlschlagliteratur und zur Gruppe 47. Seit den 1930er Jahren verfasste sie zahlreiche Hörspiele.
- Die Windharfe. Berlin 1939.
- Irdisches Geleit. München 1946.
- Die Kastanienknospe. München 1947.
- Unvergleichliche Rose. Stuttgart 1948.
- Katzenspaziergang. München 1956.
- Grasmelodie. München 1959.
- Die Boutique. München 1963.
- Ladies only oder Von der Kunst, Dame zu sein. Zürich 1963.
- Und fragst du mich, was mit der Liebe sei. München [u. a.] 1968.
- Auch wenn Du träumst, gehen die Uhren. München 1970.
- Der grüne Ton. München 1973.
- Die Haut der Welt. München [u. a.] 1976.
- Die leuchtenden Feste über der Trauer. München 1977.
- Wiederkehr. München [u. a.] 1985.
- Balladen und Gedichte. München 1995.
- Auch wenn Du träumst, gehen die Uhren – Erinnerungen bis 1945 und aus der Nachkriegszeit (beide Erinnerungsbände in einem Band), München 2012.
- Immer war ich. Immer werde ich sein. Gedichte aus 50 Jahren, München 2012.

## Herausgeberschaft
- Sally von Kügelgen: Stilles Tagebuch eines baltischen Fräuleins 1855/1856, Berlin 1936.
- Madonnen. Ein Bildband mit Gedichten. München 1947.
- Unter dem sapphischen Mond. Deutsche Frauenlyrik seit 1900. München 1957.
- Schwabing. München 1958.
- Der Dandy. München 1964.
- Schwabing verliebt, verrückt, vertan. München 1972.

## Mitgliedschaften
- Deutsche Akademie für Sprache und Dichtung
- P.E.N.

## Auszeichnungen
- Lyrikpreis der Akademie der Wissenschaften und der Literatur Mainz (1951)
- Ehrengabe der Bayerischen Akademie der Schönen Künste (1952)
- Literaturpreis der Gesellschaft zur Förderung des Deutschen Schrifttums (1955)
- Literaturpreis der Landeshauptstadt München (1959)

- Andreas-Gryphius-Preis[2]
- München leuchtet
- Bundesverdienstkreuz I. Klasse (1964)
- Literaturpreis des Kulturkreises im Bundesverband der Deutschen Industrie (1975)
- Schwabinger Kunstpreis (1973)